# Agelas nakamurai
Agelas nakamurai är en svampdjursart som beskrevs av Kazuo Hoshino 1985. Agelas nakamurai ingår i släktet Agelas och familjen Agelasidae. Inga underarter finns listade i Catalogue of Life.